# 6-я армия военно-воздушных сил и противовоздушной обороны
6-я Ленинградская Краснознамённая ордена Жукова армия ВВС и ПВО (сокр. 6 А ВВС и ПВО) — оперативное объединение Воздушно-космических сил Российской Федерации.

## История

### Предыстория
6-я отдельная армия ПВО берет свое начало 5 апреля 1942 г., когда Постановлением Государственного комитета обороны была создана Ленинградская армия ПВО.
10 ноября 1942 г. ВВС Ленинградского фронта были преобразованы в 13-ю ВА (впоследствии 76 ВА).
Начало формированию 16 ВА было положено приказом Народного комиссара обороны СССР 8 августа 1942 г.
В период Великой Отечественной войны личный состав 6-й отдельной армии (ОА) ПВО и 13-й ВА принимал участие в обороне Ленинграда, а личный состав 16-й ВА — в битвах под Москвой, Курском, форсировании Днепра, освобождении Белоруссии и Польши и взятии Берлина.
С началом Великой Отечественной войны авиаторы и зенитчики ПВО вступили в смертельную схватку с немецко-фашистскими войсками, рвавшимися к Ленинграду. Уже в первые дни войны летчики-истребители и зенитчики открыли боевой счет сбитым вражеским самолётам. Воздушные бойцы, защищая небо над Ленинградом, применили невиданный для врага прием — воздушный таран. В сентябре 1941 г. силами ПВО Ленинградского фронта была сорвана попытка фашистской авиации уничтожить корабли Балтийского флота.
Вместе с мужчинами в объединении сражались 9 тыс. девушек-добровольцев. Многие из них служили в расчетах зенитных батарей. В 115-м зенитном артиллерийском полку была 8-я батарея, где все расчеты орудий были женскими.
Задачей особой важности для авиации и сил ПВО Ленинградского фронта было прикрытие «Дороги жизни», игравшей исключительно важную роль в обороне блокадного Ленинграда. Благодаря мужеству и отваге летчиков и зенитчиков, «Дорога жизни» действовала непрерывно, несмотря на попытки фашистов её уничтожить.
Летчики 16 ВА успешно справились с задачей уничтожения окруженной под Сталинградом крупной немецко-фашистской группировки. В боях под Курском им удалось измотать, ослабить авиацию противника, обеспечить завоевание господства в воздухе, что послужило одной из важных предпосылок полного краха немецкого наступления. В сентябре — октябре 1943 г. личный состав 16 ВА принял участие в боях по форсированию Днепра, знаменовавших собой начало освобождения Украины и Белоруссии.
В боях под Курском открыл счет сбитым самолётам врага прославленный ас, впоследствии трижды Герой Советского Союза Иван Кожедуб, который к апрелю 1945 г. довел этот счет до 62. Совершив 330 боевых вылетов, он участвовал в 120 воздушных боях.
В течение последующих 10 месяцев (с 1 октября 1943 г. по август 1944 г.) части и соединения 16 ВА участвовали в операциях по освобождению Белоруссии. Особенно отличились летчики своими бесстрашными, сокрушительными ударами по «Бобруйскому котлу», в котором было окружено 8 дивизий противника. Вся операция была проведена в течение 2-х часов. В результате ударов авиации способность и воля противника к сопротивлению были сломлены.
Авиация 16 ВА в Берлинской наступательной операции сыграла большую роль в разгроме Вермахта. В ознаменование выдающейся победы в завершающей операции Великой Отечественной войны весь личный состав армии был награждён медалью «За взятие Берлина».
Около 28 тыс. воинов ПВО Северо-запада были награждены медалями «За оборону Ленинграда». За мужество и отвагу 377 летчиков и штурманов удостоены звания Героя Советского Союза, 11 из них — дважды, а Иван Никитович Кожедуб — трижды.

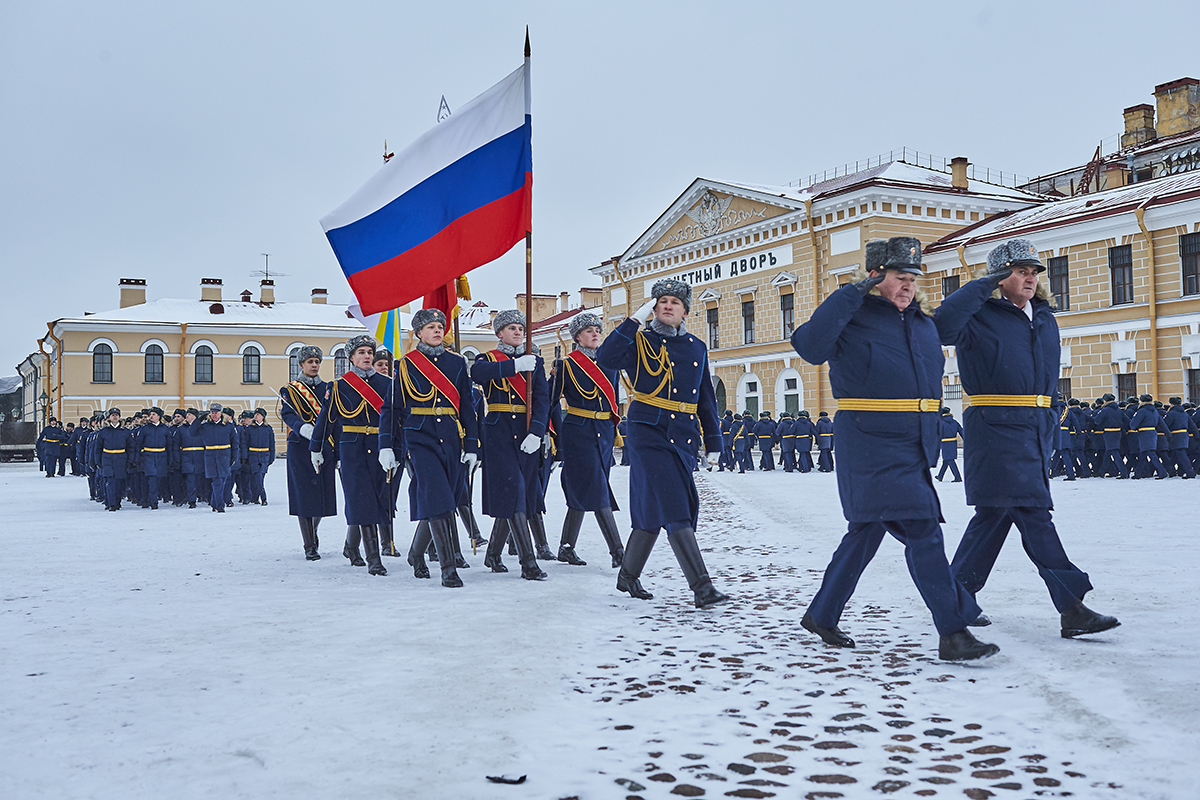
Ритуал вручения Боевого знамени нового образца личному составу 6-й Ленинградской Краснознамённой армии ВВС и ПВО. 22 декабря 2018 года.

Всего за годы войны соединения и воинские части объединения уничтожили 11 тыс. 151 самолёт противника, 5435 танков и бронемашин, около 5 тыс. артиллерийских и зенитных орудий, более 1,5 тыс. железнодорожных составов, около 230 тыс. живой силы противника.
После Победы 16 ВА входила в состав Группы советских войск в Германии. В ВВС и войска ПВО поступает новое вооружение и боевая техника. Летный и инженерно-технический состав авиации переучивается на новые скоростные самолёты с мощным вооружением и современным бортовым оборудованием.
В конце 50-х годов в ВВС Северо-Запада проходили службу три летчика, ставшие в начале 60-х годов прошлого столетия первыми космонавтами СССР: Ю. Гагарин, Г. Титов и П. Попович.
Воины-авиаторы, ракетчики, связисты, представители других специальностей объединений в послевоенное время проводили боевые операции в Китае, Корее, Вьетнаме, Египте, Сирии, Кубе, Афганистане, Таджикистане и на Северном Кавказе. Сотни военнослужащих объединения участвовали в ликвидации последствий Чернобыльской аварии.
1-е Краснознамённое Командование ВВС и ПВО является продолжателем традиций 6-й ОА ПВО, 76-й и 16-й ВА. Указом Президента Российской Федерации от 13 сентября 2005 г. № 1069 Краснознамённому объединению ВВС и ПВО за массовый героизм и отвагу, стойкость и мужество, проявленные личным составом в годы Великой Отечественной войны по защите неба города-героя Ленинграда, и учитывая её заслуги в мирное время, присвоено почётное наименование «Ленинградское».

### Формирование
Армия сформирована 1 июня 1998 года путём слияния формирований 76-й воздушной Краснознамённой армии и 6-й отдельной Краснознамённой армии ПВО. Все награды переданы во вновь сформированную армию.

### Наименования
- 2-й корпус ПВО (с 1937-го года)

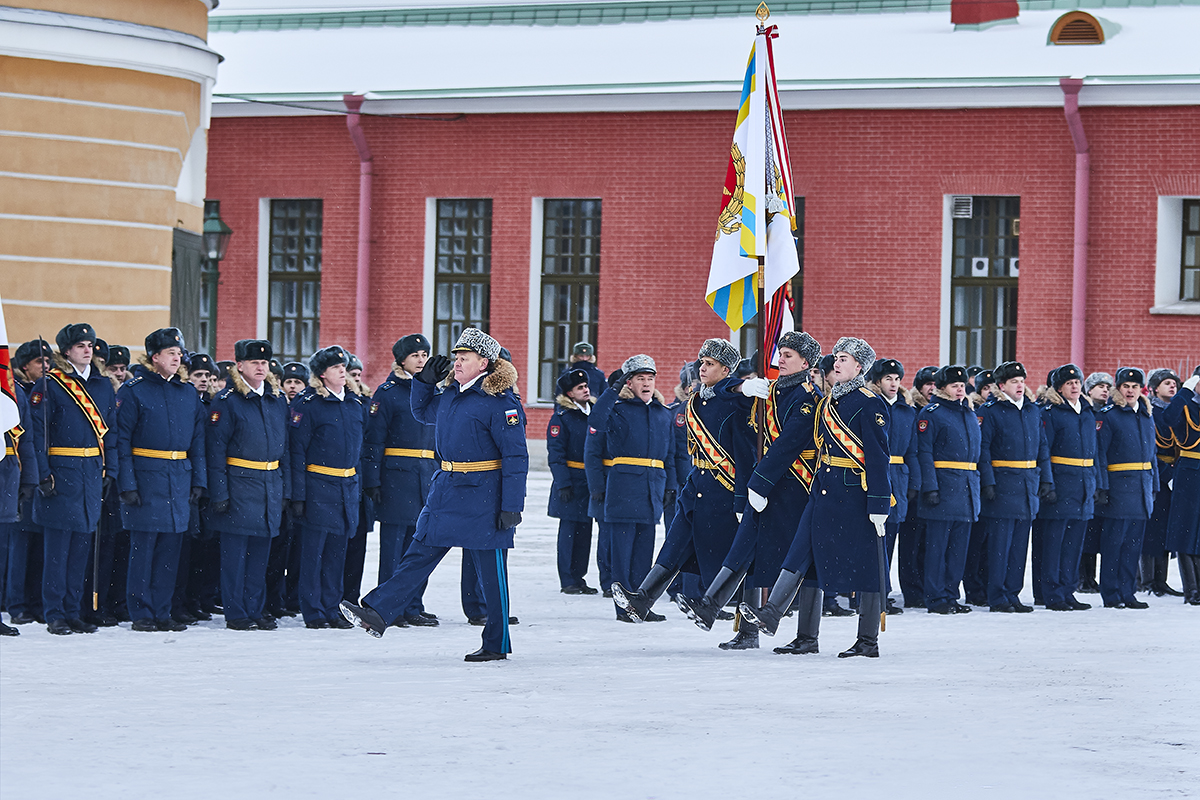
Ритуал вручения Боевого знамени нового образца личному составу 6-й Ленинградской Краснознамённой армии ВВС и ПВО. 22 декабря 2018 года.

- Ленинградская армия ПВО (с 7.4.1942)[3]
- 6-я отдельная армия ПВО (с февраля 1961-го года)
- 6-я отдельная Краснознамённая армия ПВО (с 22.2.1968)
- Войсковая часть 20032 (до 15.3.1980)
- Войска ПВО ордена Ленина Ленинградского военного округа (с 15.3.1980)
- 6-я отдельная Краснознамённая армия ПВО (с апреля 1986-го года)
- 6-я Краснознамённая армия ВВС и ПВО (с 1.6.1998)
- 6-я Ленинградская Краснознамённая армия ВВС и ПВО (с 13.9.2005)
- 1-е Ленинградское Краснознамённое командование ВВС и ПВО (с 1.12.2009)
- 6-я Ленинградская Краснознамённая армия ВВС и ПВО (с 1.8.2015)

### Переформирование

Нарукавный знак

- 6-я армия ВВС и ПВО 1 декабря 2009 года в связи с продолжающимся реформированием Вооружённых сил России переформирована в 1-е командование ВВС и ПВО, которому переданы все регалии. 1-е командование ВВС и ПВО получило наименование 1-е Краснознамённое командование ВВС и ПВО Западного военного округа.
- 1-е Ленинградское Краснознамённое командование ВВС и ПВО 1 августа 2015 года вновь переформировано в 6-ю Ленинградскую Краснознамённую армию ВВС и ПВО[4].

### Война с Украиной
105-я авиационная дивизия 6-й армии участвует в войне с Украиной. Подполковник Максим Криштоп, пилот 47 авиационного полка, бомбил Харьков свободнопадающими 500кг авиабомбами ФАБ-500. Был сбит и взят в плен. Осужден в Украине за совершение военных преступлений. В начале 2023 в ходе обмена пленными вернулся в Россию. По утверждению прокуратуры Украины, приказы на бомбардировки жилых кварталов Харькова отдавал командующий 6-й армией ВВС генерал Маковецкий.

## Почётные наименования
Указом Президента РФ от 13 сентября 2005 года за массовый героизм и отвагу, стойкость и мужество, проявленные личным составом армии в годы Великой Отечественной войны по защите неба Ленинграда, и учитывая её заслуги в мирное время, армии присвоено почётное наименование «Ленинградская».

## Командующие
- генерал-лейтенант авиации[10] Анатолий Иванович Басов (.07.1998 — .04.2000)
- генерал-лейтенант Геннадий Андреевич Торбов (2004 — .06.2005)
- генерал-лейтенант Владимир Георгиевич Свиридов (.06.2005 — .12.2009)[11]
- генерал-лейтенант Александр Васильевич Дуплинский (.08.2015 — .08.2020)
- генерал-лейтенант Олег Владимирович Маковецкий (.08.2020 — 03.2023 — н. в.)[12]

## Базирование
Армия до 2024 г. располагалась на территории Западного военного округа. Штаб — в Санкт-Петербурге.

## Состав армии

### 2023 год
- Управление, в/ч 09436 (Санкт-Петербург);
- 105-я гвардейская смешанная авиационная Борисовская Померанская дважды Краснознамённая, ордена Суворова дивизия (г. Воронеж):
  - 14-й гвардейский истребительный авиационный полк, в/ч 23243 (Курская обл, Халино).
 техника: 24 ед. Су-30СМ (51, 52, 53, 54, 55, 56, 57, 58, 59, 60, 61, 62, 71, 72, 73, 74, 75, 76, 77, 77, 79 , 80 , 81, 82). В 2017—2018 годах полк был переоборудован на Су-30СМ. НА ХРАНЕНИИ: 24 ед. МиГ-29СМТ и 4 ед. МиГ-29УБМ. Возможна передача МиГ-29 в Астрахань.
  - 47-й гвардейский[13] бомбардировочный (ранее — смешанный) авиационный полк (Воронеж): 24 ед. Су-34 (01, 02, 03, 04, 05, 06, 07, 08, 09, 10, 11, 12, 20, 21, 22, 23, 24, 25, 26, 27, 29, 30, 31, 32).
  - 159-й гвардейский[14] истребительный авиационный полк, в/ч 52906 (Петрозаводск, Бесовец).
техника: 24 ед. Су-35 (21, 22, 23, 24, 50, 51, 52, 53, 54, 55, 56, 57, 58, 59, 61, 62, 63, 64, 67, 68, 70, 71, 72, 73), 2 ед. Су-27УБ (65,66)
  - 790-й истребительный авиационный полк, в/ч 32926 (Тверская обл, Хотилово).
техника: 19 ед. МиГ-31БСМ (30, 31, 33, 34, 35, 36, 37, 38, 39, 50, 52, 53, 55, 57, 59, 61, 62), 5 ед. МиГ-31БМ (32, 40, 51, 54. 56), 10 ед. Су-27СМ (01, 02, 03, 04, 05, 06, 07, 08, 09, 27), 6 ед. Су-35 (11, 12, 14, 15, 16, 17), 1 ед. Су-27УБ (10), 1 ед. Су-27УБП (52).
  - 4-я отдельная разведывательная эскадрилья (аэр. Шаталово, Смоленская обл.): 12 ед. Су-24МР, 4 ед. Ан-30. До конца 2018 г. планируется переформирование в смешанный авиационный полк с добавлением эскадрильи фронтовых бомбардировщиков Су-24М.
- 689-й гвардейский истребительный авиационный Сандомирский ордена Александра Невского полк, в/ч 32497;
- 899-й гвардейский штурмовой авиационный Оршанский дважды Краснознамённый, ордена Суворова III степени полк им. Ф. Э. Дзержинского (аэр. Бутурлиновка).
- 33-й отдельный транспортный смешанный авиационный полк в/ч 49719 (Санкт-Петербург, Выборгский район, аэродром Левашово).
техника: 8 ед. Ан-12, 12 ед. Ан-26, 2 ед. Ан-30, 6 ед. Ан-72, 2 ед. Ан-148, 2 ед. Ту-134, 2 ед. L-410UVP-Е20, 16 ед. Ми-8 , 1 ед. Ми-26
  - смешанная авиационная эскадрилья 33-й отсап (Владимир, Семязино аэродром) Ранее 98-й осаэ войска РВСН, передан в ВВС в 2011 г.
техника: 6 ед. Ан-26 (01, 02, 03, 04, 05, 07), 7 ед. Ми-8МТВ-5 (20, 21, 22, 23, 24, 25, 26, 27)
  - авиационная комендатура 33-й отсап (Ленинградская обл., Приозерский р-н, п. Громово). Ранее 1080-я авиационная база.
- 15-я бригада армейской авиации, в/ч 44440 (г. Остров Псковской области, аэр. Веретье).
техника: 18 ед. Ка-52 (41, 42, 43, 44, 45, 46, 47, 48, 49, 50, 51, 52, 69, 72, 73, 74, 75, 76), 16 ед. Ми-28Н (01, 02, 03, 04, 05, 06, 07, 08, 09, 10, 11, 12, 14, 15, 70, 71),
10 ед. Ми-35М (16, 17, 18, 67, 68, 69, 83…), 20 ед. Ми-8МТВ-5, 6 ед. Ми-26 (53, 54, 55, 56, 79, 80)

- 332-й отдельный гвардейский вертолётный полк, в/ч 12633 (Санкт-Петербург,аэродром Пушкин). техника: 12 ед. Ми-28Н, 10 ед. Ми-35М, 12 ед. Ми-8МТВ-5
- 440-й отдельный вертолётный полк, в/ч 41687 (г. Вязьма Смоленской области, аэр. Двоевка).
техника: 12 ед. Ка-52, 16 ед. Ми-24П, 20 ед. Ми-8МТВ-5, 3 ед. Ми-8МТПР-1.
  - Миротворческая вертолетная эскадрилья 332-гл отдельного вертолётного полка, в/ч 12633-2 (Ленинградская обл, Выборгский р-н., пос. Глебычево, аэр. Прибылово).
техника: 8 ед. Ми-24П, 12 ед. Ми-8МТ, 1 ед. Ми-8МТВ-5.
- 83-й отдельный полк связи, в/ч 54164 (Московская обл., Кубинка).
- 565-й центр обеспечения (г. Воронеж).
- 15-й авиационный технический склад, в/ч 53963 (г. Санкт-Петербург).
- 143-й авиационный технический склад, в/ч 83557 (Псковская обл, Порхов).
- 99-я комендатура охраны и обслуживания, в/ч 23709 (г. Санкт-Петербург).
- 2-я Краснознамённая дивизия ПВО, в/ч 10953 (п. Хвойный):
  - 500-й гвардейский зенитный ракетный Ленинградский Краснознаменный орденов Суворова и Кутузова полк, в/ч 90450 (Ленинградская обл., Ломоносовский р-н, дер. Гостилицы): 2 дивизиона ЗРК С-300ПМ, 2 дивизиона С-400, батарея ЗРПК 96К6 «Панцирь-С1»;
  - 1544-й зенитный ракетный полк, в/ч 55584 (Ленинградская обл., Всеволожский р-н, пос. Васкелово-1, фактически: Псковская область, п. Владимирский лагерь): 1 дивизион ЗРК 9К37М1 Бук и 2 дивизиона ЗРК С-400;
  - 1488-й гвардейский[15] зенитный ракетный Краснознаменный полк, в/ч 03216 (г. Зеленогорск, Санкт-Петербург): 4 дивизиона ЗРК С-300ПС;
  - 1489-й гвардейский зенитный ракетный Речицко-Бранденбургского Краснознаменного орденов Суворова и Богдана Хмельницкого полк Ленинградская область, Всеволожский район, пос. Ваганово
  - 1490-й гвардейский зенитный ракетный Киевско-Лодзинский Краснознаменный орденов Кутузова и Богдана Хмельницкого полк, в/ч 28037 (Ленинградская обл., Тосненский р-н, пгт Ульяновка): 4 дивизиона ЗРК С-300ПС;
  - 334-й радиотехнический Краснознаменный полк, в/ч 96848 (Республика Карелия, г. Петрозаводск);
  - 333-й радиотехнический полк, в/ч 17646 (Санкт-Петербург, Красносельский р-н, пос. Хвойный).
- 32-я дивизия ПВО, в/ч 40963 (г. Ржев);
  - 42-й гвардейский Путиловско-Кировский зенитный ракетный полк — Валдай — С-300ПМ2
  - 108-й Тульский зенитный ракетный полк — Шилово (Воронеж) — С-300ПС
  - 335 Краснознаменный радиотехнический полк — Ярославль
  - 336-й радиотехнический полк — Орел
  - 337-й радиотехнический полк — Ржев
- 2488 отдельный инженерно-саперный батальон (д. Морье, Ленинградская область)